# Klementynów (Łódź)
Pour les articles homonymes, voir Klementynów.
Klementynów (prononciation [klɛmɛnˈtɨnuf]) est un village de la gmina de Sulejów, du powiat de Piotrków, dans la voïvodie de Łódź, situé dans le centre de la Pologne.
Il se situe à environ 7 kilomètres au sud de Sulejów (siège de la gmina), 17 kilomètres au sud-est de Piotrków Trybunalski (siège du powiat) et 60 kilomètres au sud-est de Łódź (capitale de la voïvodie).

## Administration
De 1975 à 1998, le village était attaché administrativement à l'ancienne voïvodie de Piotrków.

Depuis 1999, il fait partie de la nouvelle voïvodie de Łódź.